# Claudia Conserva
Claudia Marcela Conserva Pérez (Santiago del Cile, 12 gennaio 1974) è un'attrice e conduttrice televisiva cilena di origine italiana.

## Biografia
Ha studiato il balletto e lavorato nella pubblicità e in programmi della TV quando era una bambina.
Nel 1990 ha vinto Miss 17.
Ha conosciuto il suo attuale marito Juan Carlos Valdivia in Jóvenes extra (Chilevisión). Hanno due bambini.

## Telenovelas
| Anno | Serie                    | Personaggio   | Canale   |
| ---- | ------------------------ | ------------- | -------- |
| 1995 | El amor está de moda     |               | Canal 13 |
| 1996 | Marron Glacé, el regreso |               | Canal 13 |
| 1997 | Eclipse de Luna          |               | Canal 13 |
| 1998 | Amándote                 |               | Canal 13 |
| 1999 | Fuera de Control         | Carrie Castro | Canal 13 |

## Programmi televisivi
| Programma           | Canale   |
| ------------------- | -------- |
| Extra-Jóvenes       | Canal 11 |
| La Muela del Juicio | Canal 11 |
| Maravillozoo        | Canal 13 |
| Video Loco          | Canal 13 |
| Verte Crecer        | Canal 13 |
| Desde la Terraza    | Canal 13 |
| Bravo Bravísimo     | Canal 13 |
| Pollo en Conserva   | RedTV    |